# Ama (Aichi)
Ama (あま市?, Ama-shi) è una città giapponese della prefettura di Aichi. È stata formata il 22 marzo 2010 dalla fusione dei comuni di Shippo, Miwa w Jimokuji del Distretto di Ama.